# Associazione Calcio Pavia 2008-2009
Questa voce raccoglie le informazioni riguardanti l'Associazione Calcio Pavia nelle competizioni ufficiali della stagione 2008-2009.

## Stagione
Nella stagione 2008-2009 il Pavia disputa il girone A del campionato di Seconda Divisione, raccoglie 40 punti con l'undicesimo posto. Salgono in Prima Divisione il Varese che ha vinto il torneo ed il Como che ha vinto i Play-off. Il Pavia non parte bene, nelle prime nove giornate ottiene una sola vittoria, poi si riprende. Ma in primavera arriva una tegola imprevista, gli azzurri sono costretti a scontare un -5 in classifica, per la posizione irregolare del giocatore Michele Menicozzo, arrivato in estate dall'Alghero, che avrebbe dovuto scontare un turno di squalifica dalla stagione precedente, ma mai scontato. Così la squadra pavese che aveva un rassicurante +9 sulla zona Play-out a sette giornate dal termine, è venuta a trovarsi invischiata nella zona salvezza. La squadra di Amedeo Mangone ha comunque portato a termine il torneo senza troppi patemi, con 4 punti sulla zona Play-out. Il calabrese Benito Carbone con 13 reti è stato il miglior marcatore pavese in questa stagione. Nella Coppa Italia di Lega Pro il Pavia ha disputato il girone B di qualificazione, che ha promosso il Como.

## Rosa
| N. |                   | Ruolo | Calciatore              |
| -- | ----------------- | ----- | ----------------------- |
|    | Italia (bandiera) | D     | Francesco Acerbi        |
|    | Italia (bandiera) | C     | Davide Andriulo         |
|    | Italia (bandiera) | C     | Manuel Bonacina         |
|    | Italia (bandiera) | A     | Andrea Brighenti        |
|    | Italia (bandiera) | A     | Marcello Campolonghi    |
|    | Italia (bandiera) | P     | Giorgio Cantele         |
|    | Italia (bandiera) | D     | Antonio Aldo Caracciolo |
|    | Italia (bandiera) | A     | Benito Carbone          |
|    | Italia (bandiera) | C     | Luca Cattaneo           |
|    | Italia (bandiera) | C     | Vanni Chiarotto         |
|    | Italia (bandiera) | D     | Andrea D'Agostino       |
|    | Italia (bandiera) | C     | Leonardo D'Angelo       |

| N. |                      | Ruolo | Calciatore           |
| -- | -------------------- | ----- | -------------------- |
|    | Argentina (bandiera) | C     | Patricio D'Amico     |
|    | Italia (bandiera)    | A     | Ivan De Vincenziis   |
|    | Italia (bandiera)    | D     | Nicola Donato        |
|    | Italia (bandiera)    | D     | Alessandro Fogacci   |
|    | Italia (bandiera)    | C     | Alessandro Gatto     |
|    | Italia (bandiera)    | A     | Giovanni Longobardi  |
|    | Italia (bandiera)    | C     | Cristian Mangiarotti |
|    | Italia (bandiera)    | C     | Michele Menicozzo    |
|    | Italia (bandiera)    | A     | Daniele Nohman       |
|    | Italia (bandiera)    | P     | Marco Serena         |
|    | Italia (bandiera)    | A     | Alessandro Stefanini |
|    | Italia (bandiera)    | D     | Stefano Todeschini   |

## Risultati

### Campionato

#### Girone di andata
| Arbitro: | Bietolini (Firenze) |

|                        |           |              |
| Ebagua 36’ Abate 90+2’ | Marcatori | 36’ Bonacina |

| Arbitro: | Massa (Imperia) |

|                   |           |              |
| De Vincenziis 63’ | Marcatori | 44’ Graziano |

| Arbitro: | Chericoni (Pisa) |

|                    |           |  |
| Panizza 73’ (rig.) | Marcatori |  |

| Arbitro: | Giallanza (Catania) |

|                           |           |                     |
| Donato 35’ B. Carbone 53’ | Marcatori | 56’ Croce 59’ Anesa |

| Arbitro: | Aureliano (Bologna) |

|                             |           |                                            |
| Fischnaller 25’ Ghidini 77’ | Marcatori | 55’ Carbone 71’ Andriulo 90+1’ Campolonghi |

| Arbitro: | Affinito (Frattamaggiore) |

|               |           |                  |
| Stefanini 47’ | Marcatori | 24’, 44’ Cassaro |

| Arbitro: | Doveri (Roma) |

|                  |           |  |
| Masciantonio 61’ | Marcatori |  |

| Arbitro: | Di Stefano (Alghero) |

|  |           |                        |
|  | Marcatori | 7’ E. Brevi 22’ Guazzo |

| Alessandria 26 ottobre 2008 9ª giornata | Alessandria                       | 0 – 0 | Pavia | Stadio Giuseppe Moccagatta\| Arbitro: \| Gallo (Barcellona Pozzo di Gotto) \| |
| Arbitro:                                | Gallo (Barcellona Pozzo di Gotto) |       |       |                                                                               |

| Arbitro: | Aloisi (Avezzano) |

|                 |           |  |
| Campolonghi 10’ | Marcatori |  |

| Arbitro: | Bindoni (Venezia) |

|  |           |                               |
|  | Marcatori | 56’ Brighenti 63’ Campolonghi |

| Arbitro: | Merlino (Udine) |

|                |           |               |
| B. Carbone 78’ | Marcatori | 12’ Del Sante |

| Arbitro: | Cisaria (Trento) |

|              |           |  |
| Lo Bosco 53’ | Marcatori |  |

| Pavia 30 novembre 2008 14ª giornata | Pavia                         | 0 – 0 | Valenzana | Stadio Pietro Fortunati\| Arbitro: \| Valentini (Città di Castello) \| |
| Arbitro:                            | Valentini (Città di Castello) |       |           |                                                                        |

| Arbitro: | Pizzi (Saronno) |

|             |           |                                      |
| Cremona 33’ | Marcatori | 81’ (rig.) B. Carbone 90+2’ Bonacina |

| Arbitro: | Citro (Battipaglia) |

|                       |           |  |
| B. Carbone 58’ (rig.) | Marcatori |  |

| Arbitro: | Benassi (Bologna) |

|              |           |  |
| Altinier 31’ | Marcatori |  |

#### Girone di ritorno
| Arbitro: | Zanichelli (Genova) |

|                                   |           |  |
| Brighenti 37’ De Vincenziis 90+5’ | Marcatori |  |

| Arbitro: | Spadaccini (Vasto) |

|  |           |               |
|  | Marcatori | 81’ Menicozzo |

| Pavia 25 gennaio 2009 20ª giornata | Pavia             | 0 – 3 | Mezzocorona | Stadio Pietro Fortunati\| Arbitro: \| Bindoni (Venezia) \| |
| Arbitro:                           | Bindoni (Venezia) |       |             |                                                            |

| Arbitro: | Di Pilato (Bergamo) |

|  |           |                                       |
|  | Marcatori | 47’ (rig.) B. Carbone 72’ Campolonghi |

| Arbitro: | Buttarelli (Ciampino) |

|                            |           |             |
| Acerbi 27’ Campolonghi 57’ | Marcatori | 32’ Scavone |

| Arbitro: | Ceccarelli (Terni) |

|              |           |                |
| Sandrini 74’ | Marcatori | 10’ B. Carbone |

| Arbitro: | Penno (Nichelino) |

|  |           |                    |
|  | Marcatori | 4’, 10’ V. Palumbo |

| Arbitro: | Pagano (Torre Annunziata) |

|            |           |  |
| Guazzo 84’ | Marcatori |  |

| Arbitro: | Ferraioli (Nocera Inferiore) |

|                |           |            |
| B. Carbone 84’ | Marcatori | 34’ Artico |

| Arbitro: | Sguizzato (Verona) |

|                   |           |                                                     |
| Zitolo 55’ (rig.) | Marcatori | 25’ Acerbi 45’ Andriulo 62’ Campolonghi 89’ D'Amico |

| Arbitro: | Aloisi (Avezzano) |

|  |           |                |
|  | Marcatori | 74’ Cristofoli |

| Arbitro: | Romani (Modena) |

|                                  |           |                |
| Del Sante 22’, 65’ Tripoli 90+1’ | Marcatori | 60’ Longobardi |

| Arbitro: | Gambini (Roma) |

|                |           |               |
| B. Carbone 86’ | Marcatori | 20’ Ambrosoni |

| Arbitro: | Intagliata (Siracusa) |

|                        |           |                                    |
| Chiaria 77’ Caponi 82’ | Marcatori | 17’ B. Carbone 89’ Ant. Caracciolo |

| Arbitro: | D'Iasio (Bari) |

|                                |           |                |
| Menicozzo 69’ B. Carbone 90+2’ | Marcatori | 66’ F. Ferrari |

| Arbitro: | Terzo (Palermo) |

|                           |           |                |
| Bruni 59’ Bachlechner 70’ | Marcatori | 80’ Longobardi |

| Arbitro: | Bolano (Livorno) |

|                     |           |            |
| B. Carbone 34’, 81’ | Marcatori | 2’ Fattori |

### Coppa Italia Lega Pro

#### Girone B
| Arbitro: | Borriello (Mantova) |

|                |           |  |
| Taormina 90+3’ | Marcatori |  |

| Arbitro: | Romani (Modena) |

|                                               |           |                                |
| Fogacci 11’ De Vincenziis 28’ Brighenti 90+1’ | Marcatori | 62’ Bruccini 76’ (rig.) Correa |

| Arbitro: | Tidona (Torino) |

|                                             |           |                         |
| Lepore 3’ (rig.) Crocetti 36’ Gambadori 77’ | Marcatori | 1’ Fogacci 61’ Bonacina |

| 27 agosto 2008 4ª giornata |  | – Turno di riposo Pavia |  |  |

| Arbitro: | Ostinelli (Como) |

|  |           |             |
|  | Marcatori | 76’ Zirilli |